# Biskupský vikář

Heraldický erb biskupského vikáře.
Je stejný jako u generálního vikáře, probošta aj., pakliže nositel není zároveň pomocným biskupem. Pokud je biskupem, používá se biskupský erb.

Biskupský vikář (lat. Vicarius episcopalis) je v římskokatolické církvi zástupce diecézního biskupa pro určitou oblast. Jeho obdobou v řeckokatolické a pravoslavné církvi je syncel. Úřad biskupského vikáře je zřízen i v některých evangelických církvích.
Tento církevní úřad byl zaveden Kodexem kanonického práva z roku 1983 (kánon 476). Biskupských vikářů může být v jedné diecézi i více, na rozdíl od generálního vikáře však nemusí být nutně v každé diecézi ustanoven. Biskupského vikáře jmenuje svobodně diecézní biskup. Stejně jako v případě generálních vikářů může být biskupským vikářem i pomocný biskup (tím jsou například Václav Malý, Karel Herbst, Pavel Posád a Josef Hrdlička), ale není to nutné.
Biskupský vikář je také ordinářem a má stejnou pravomoc jako generální vikář, avšak pouze v určité oblasti, tedy
- určené části diecéze
- pro určený okruh záležitostí
- nad osobami určitého obřadu
- nebo nad určitým společenstvím osob

V září 2013 existovaly v diecézích české a moravské církevní provincie tyto úřady biskupských vikářů:
- pražská arcidiecéze
  - biskupský vikář s kompetencí pro kněží přicházející z jiných diecézí, trvalé jáhny, bohoslovce, seminář, konvikt, duchovní péči o vojáky, diecézní školství a ekumenické styky
  - biskupský vikář s kompetencí pro společnosti zasvěceného života (řeholníky a řeholnice), zasvěcené panny, péči o mládež, Arcidiecézní centrum pro mládež, zdravotnická zařízení, charita, duchovní péči o vězně a obor kultury (koncerty, památky a zvony)
  - biskupský vikář pro pastoraci
- litoměřická diecéze
  - biskupský vikář pro pastoraci
- královéhradecká diecéze
  - biskupský vikář pro diakonii
  - biskupský vikář pro církevní školství
  - biskupský vikář pro pastoraci
- českobudějovická diecéze
  - biskupský vikář pro katechety, mládež, ministranty, charitu, trvalé jáhny, rodiny, misie a hnutí
  - biskupský vikář pro školství
- plzeňská diecéze
  - biskupský vikář – spirituál kněží a jáhnů plzeňské diecéze
  - biskupský vikář pro školství a vzdělávání
  - biskupský vikář pro pastoraci
- olomoucká arcidiecéze
  - biskupský vikář pro péči o rodinu, učitele, školy, laické aktivity, katechumenát, ekumenismus, nemocné a vězně
  - biskupský vikář pro přípravu svatořečení kandidátů olomoucké arcidiecéze
  - biskupský vikář pro duchovní formaci a pastorační působení Arcidiecézní charity Olomouc
  - biskupský vikář pro plenární sněm
- brněnská diecéze
  - (úřad biskupského vikáře není zřízen)
- ostravsko-opavská diecéze
  - biskupský vikář pro pastoraci
  - biskupský vikář pro duchovní povolání
  - biskupský vikář Diecézní charitu